# St. Trinitatis (Keula)

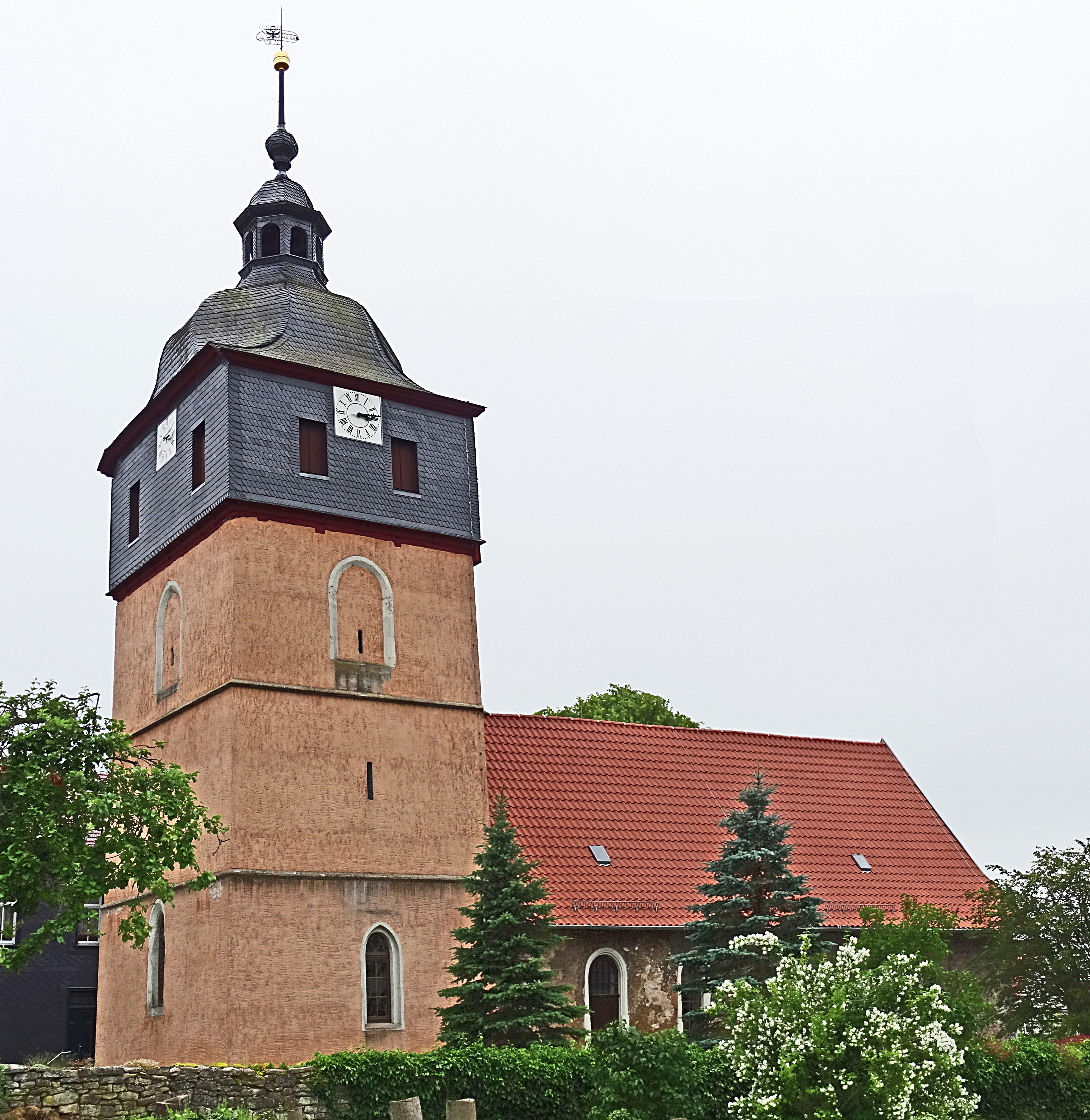
Keula, St. Trinitatis

Die evangelisch-lutherische denkmalgeschützte Kirche St. Trinitatis steht in Keula, einem Ortsteil der Gemeinde Helbedündorf im Kyffhäuserkreis in Thüringen. Die Kirchengemeinde Keula-Kleinkeula gehört zum Pfarrbereich Holzthaleben der Pfarrei Ebeleben-Holzthaleben im Kirchenkreis Bad Frankenhausen-Sondershausen der Evangelischen Kirche in Mitteldeutschland.

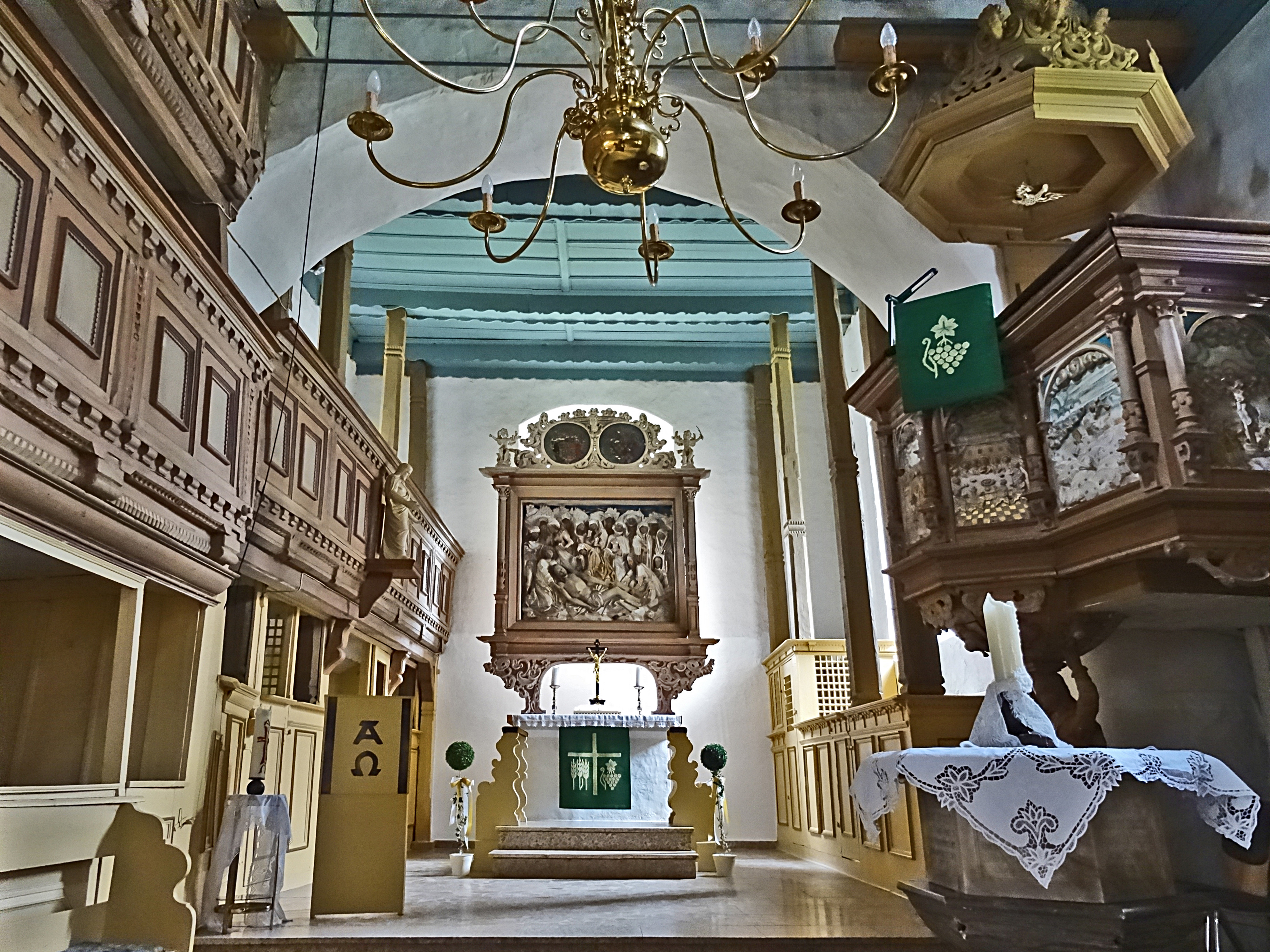
Innenansicht

## Beschreibung
Der Vorgängerbau St. Martin von 1586 wurde 1637 beim Stadtbrand zerstört. 1652/53 wurde die heutige, mit einem Satteldach bedeckte Saalkirche errichtet, die den Namen St. Trinitatis erhielt. Von der Vorgängerkirche ist der viergeschossige, an das Kirchenschiff fluchtende Chorturm erhalten, er ist im Kern laut Inschrift von 1586. Im 17. Jahrhundert wurde der Turm aufgestockt. Die geschweifte, schiefergedeckte Haube, auf der eine Laterne sitzt, erhielt er 1753. Die zweigeschossigen, dreiseitigen Emporen wurden 1700–1702 eingebaut. Sie sind mit Schnitzwerk verziert. Bei der Renovierung 1785 bis 1789 wurden die Fenster im Kirchenschiff vergrößert.

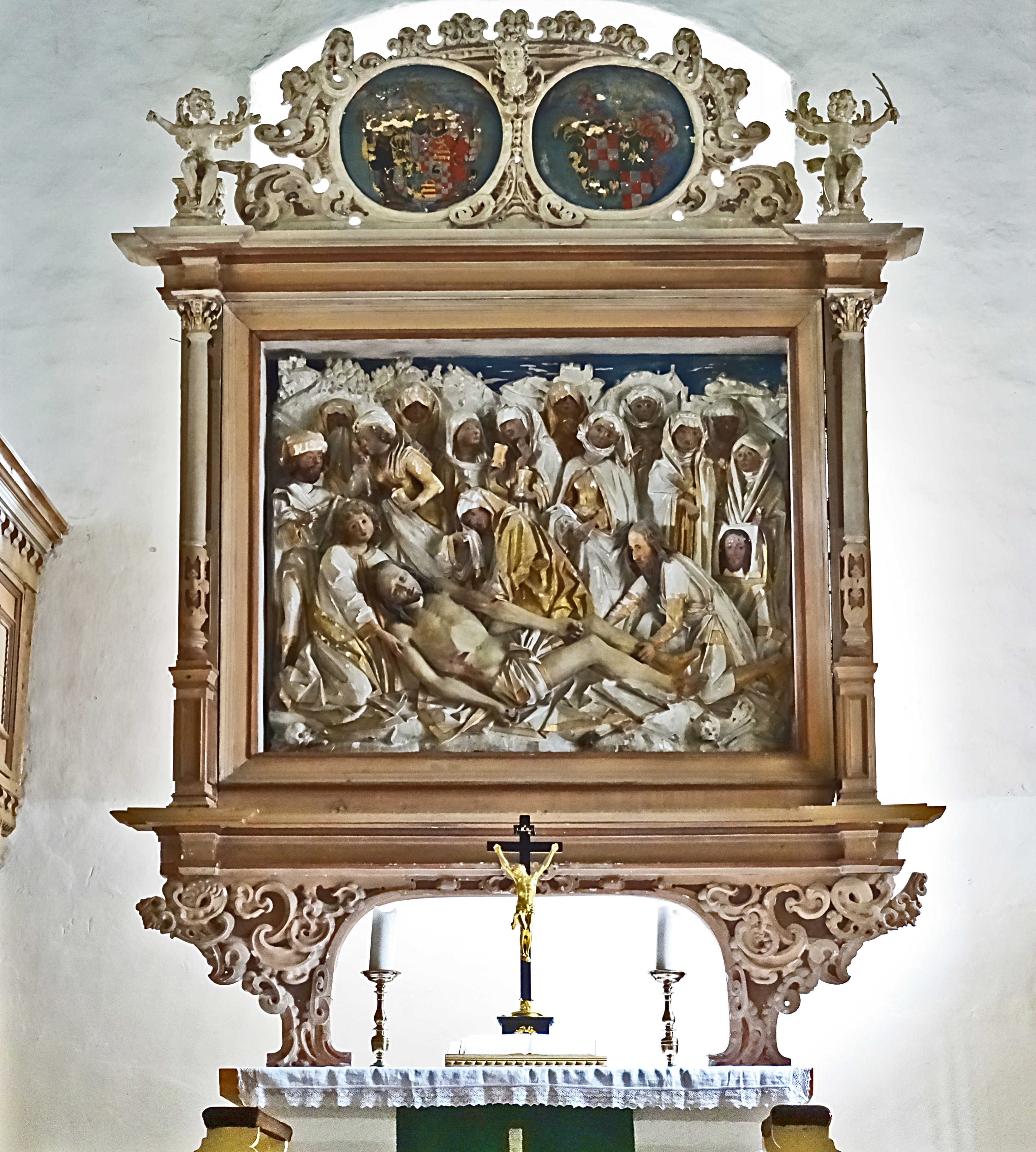
Altar

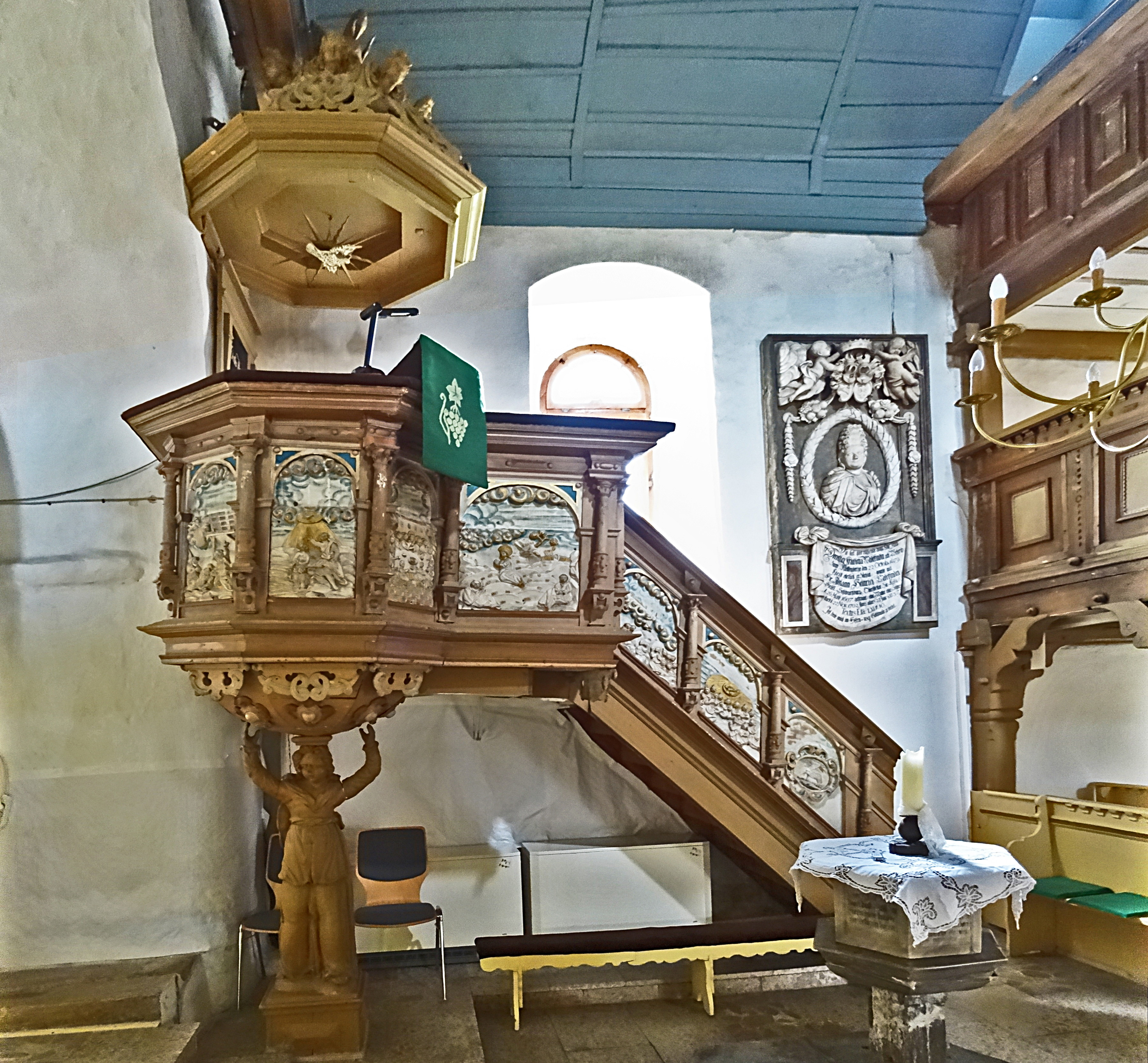
Kanzel

Das Langhaus ist mit einem hölzernen Tonnengewölbe überspannt. Der eingezogene, mit einer Flachdecke versehene Chor ist mit einem spitzbogigen Triumphbogen vom Langhaus getrennt, an der Nordseite hat er auch eine Empore. Die alte Kirchenausstattung aus dem 17./18. Jahrhundert ist in großen Teilen noch erhalten. Das Altarretabel stammt aus der ehemaligen Kapelle des Schlosses Arnstadt, seit 1697 befindet es sich in der Kirche. Ein Relief, es war ursprünglich die Hauptszene eines Altaraufsatzes, zeigt eine figurenreiche Beweinung Christi, entstanden um 1490 bis 1500. Der flügellose Schrein aus dem 17. Jahrhundert hat einen Auszug mit einem bekrönten Wappen derer von Schwarzburg. Beim plastischen Dekor vom Taufbecken von 1657 sind von der Darstellung nur die Evangelisten erhalten. Die Kanzel ist aus derselben Zeit wie der Altarschrein. Die Reliefs am Kanzelkorb und den Wangen der Treppe haben neutestamentliche Szenen. Ein Grabmal aus Marmor für Dorothea Friedlena Wedekind enthält ein herausragendes Beispiel von Sepulkralkultur im ehemaligen Fürstentum Schwarzburg-Sondershausen. Es zeigt ein von Lorbeeren umkränztes Porträt, darüber sind Engelsfiguren mit Wappen und Krone ausgearbeitet.

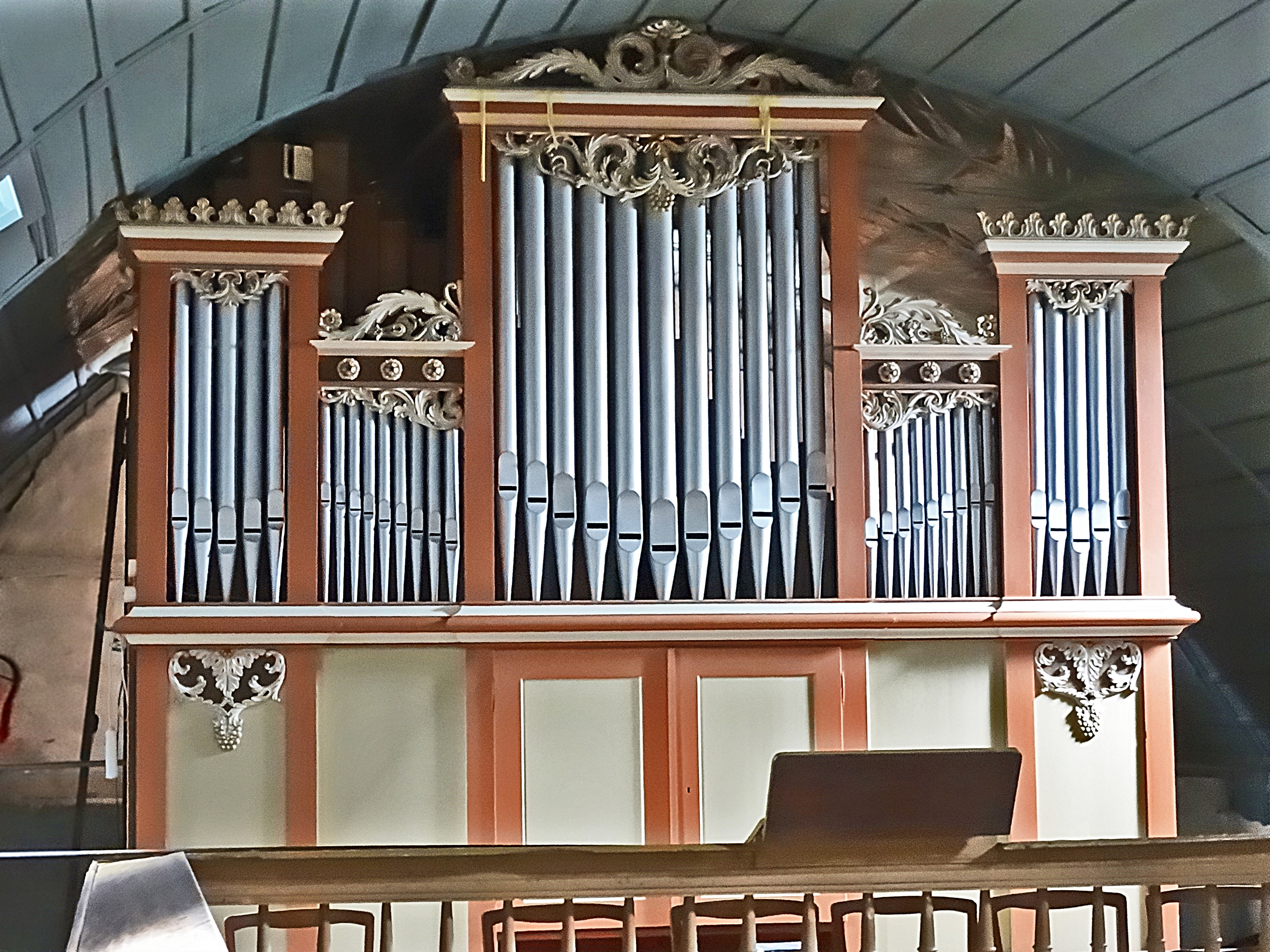
Knauf-Orgel

Die erste Orgel wurde 1681 gebaut, die heutige von 1862 hat 18 Registern, verteilt auf zwei Manuale und Pedal. Sie wurde von Gottlieb Knauf gebaut.
Weitere Renovierungen fanden 1842 und 1984 statt.